# Прапор Софії
Пра́пор Софії — офіційний символ Софії, столиці Болгарії.

## Опис
Прапор є прямокутним полотнищем, забарвленим блакитним кольором. В центрі полотна розміщено зображення повного офіційного міського герба, з короною, девізною стрічкою та щитотримачами. За традиційними геральдичними канонами блакитний колір означає мир, свободу й чисте небо.